# Noemia cupreoviridana
Noemia cupreoviridana là một loài bọ cánh cứng trong họ Cerambycidae.